# USS Constellation (CV-64)
Pour les autres navires du même nom, voir USS Constellation.

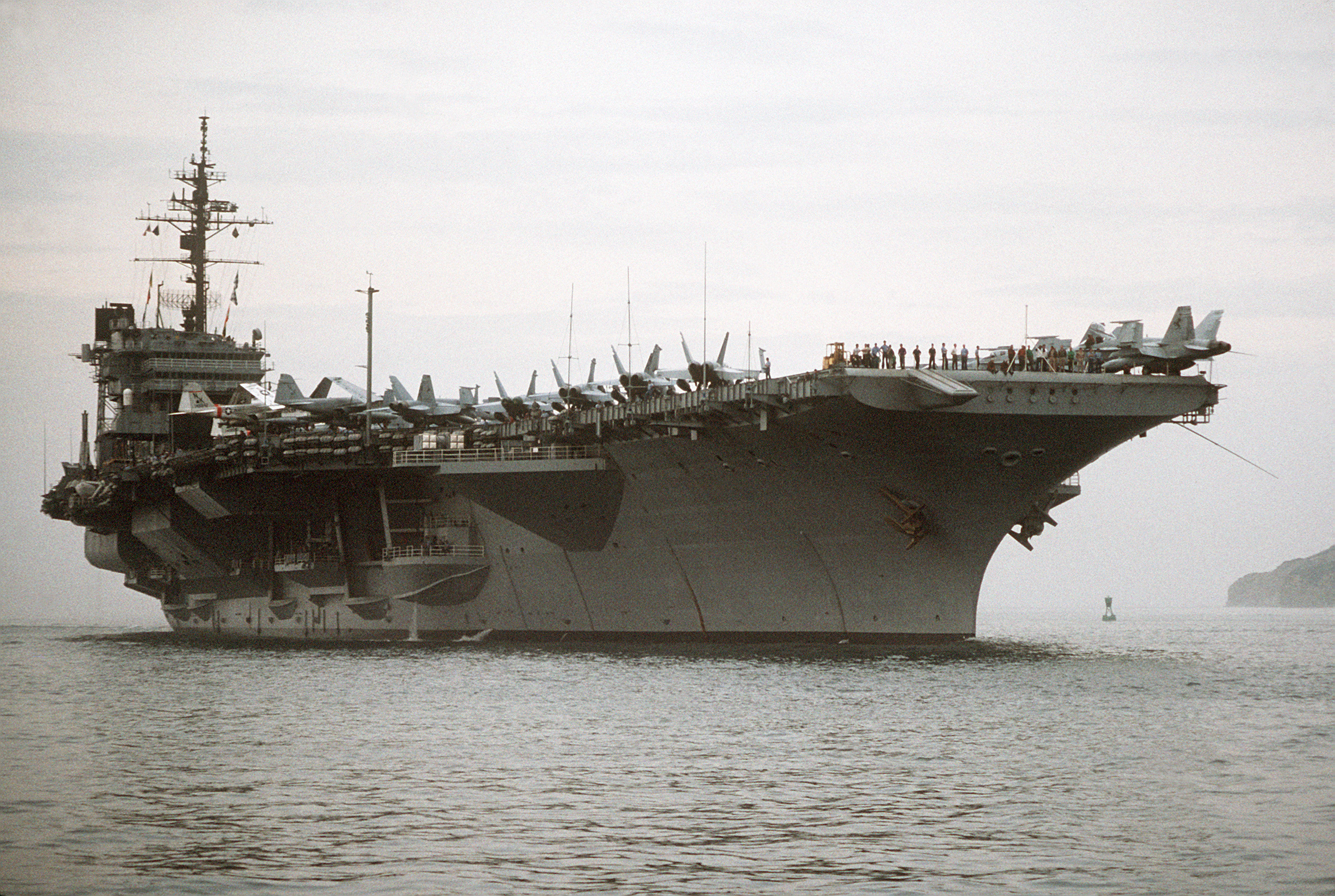
L'USS Constellation

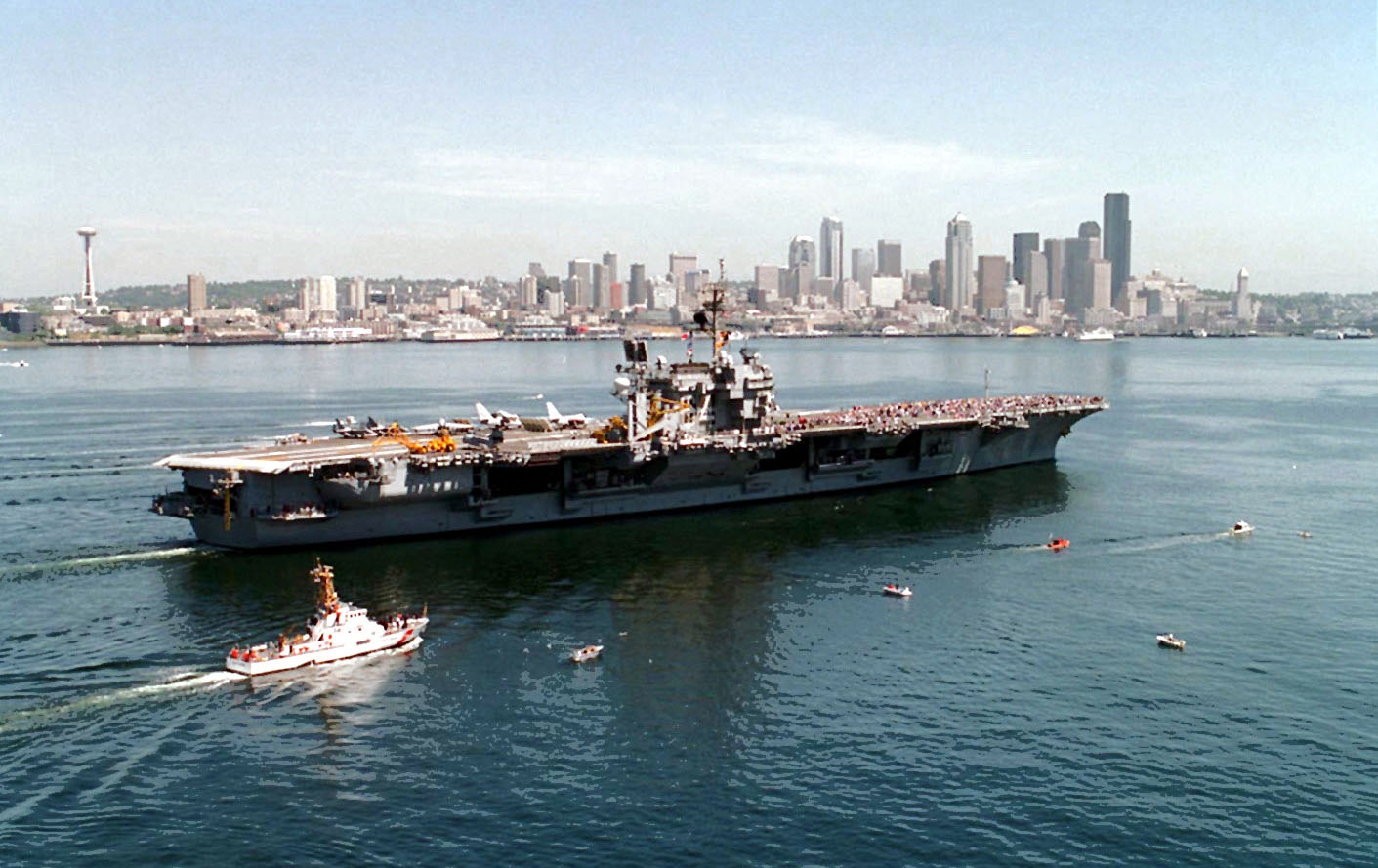
L'USS Constellation à Seattle.

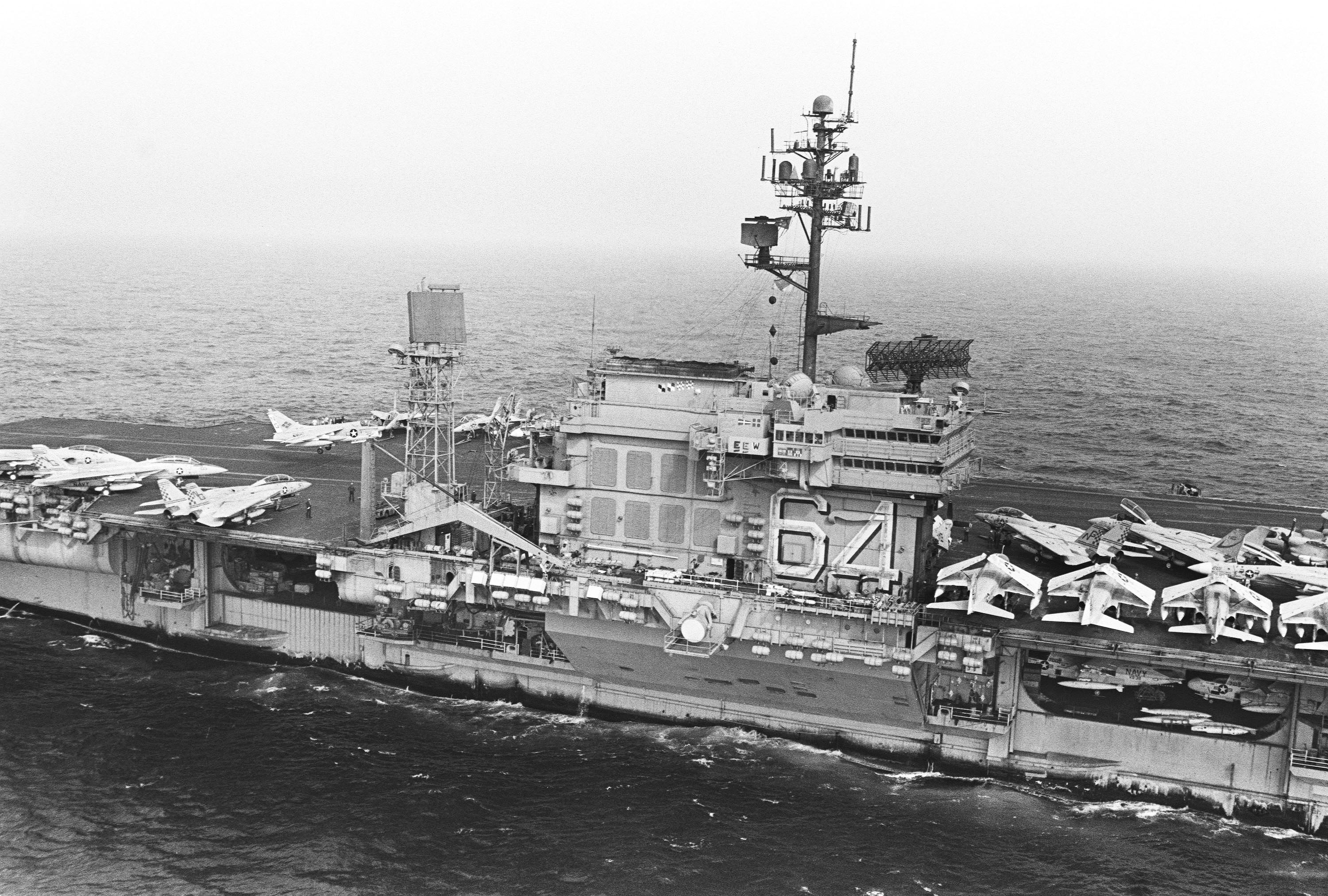
L'USS Constellation en juillet 1980

L’USS Constellation (CV-64) était un porte-avions de l'US Navy, construit au Brooklyn Navy Yard.
Deuxième unité de la classe Kitty Hawk, le Constellation a été admis au service actif le 27 octobre 1961 et désarmé en 2003 et finalement démantelé en 2017.

## Historique
Dans les années 1960-1970, il a été déployé au large de l'Asie du Sud-Est pendant la guerre du Viêt Nam.